# Jan Wallentin
Jan Thomas Valentin Wallentin, född 8 april 1970 i Linköping, är en svensk journalist och författare.
Jan Wallentin har arbetat som nyhetsjournalist på Sveriges Television. Han debuterade som författare i oktober 2010 med romanen Strindbergs stjärna, vilken blev omtalad för att ha sålts till 16 länder redan innan den utgivits på svenska. Hösten 2019 kom han ut med Den tyngdlöse Jesper Fock, en roman om depressionsepidemin, klimatkatastrofen och livets mening. Huvudkaraktär är den avdankade socialdemokraten Jesper Fock som får i uppdrag att lösa tomhetsfrågan, då ny psykologisk forskning, åtminstone i denna bok, visat att det är den moderna känslan av tomhet, tomhetssyndromet, som ligger bakom den snabba ökningen av depressioner. Fock genomgår så småningom en behandling i aktiv desillusionsterapi, en fiktiv terapimetod som bygger på tankegods från bland andra Ernest Becker, Emil Cioran och Peter Wessel Zapffe.
Han är gift med författaren Therese Uddenfeldt.